# En vampyrs bekännelse
En vampyrs bekännelse (originaltitel: Interview with the Vampire) är en amerikansk vampyrfilm från 1994 i regi av Neil Jordan och med manus skrivet av Anne Rice. Historien är baserad på Rices roman från 1976 med samma titel, den första boken i serien Vampyrkrönikan (The Vampire Chronicles). Filmen handlar om en vampyr, Louis de Pointe du Lac, som berättar sitt livs historia för en journalist, Daniel Malloy.

## Handling
Journalisten Daniel Malloy anländer till ett hotellrum där en man som påstår sig vara en vampyr befinner sig. Daniel är först skeptisk, men när mannen rör sig omänskligt fort, då inser Daniel att han talar sanning. Mannen presenterar sig som Louis de Pointe du Lac och ber Daniel intervjua honom. 
Louis berättar att han för 200 år sedan var deprimerad och självmordsbenägen över att hans fru och barn har dött. En natt när han vandrar i hamnen i New Orleans, blir han attackerad av en vampyr vid namn Lestat. Lestat suger blod från honom och berättar att han tänker ge honom ett val han aldrig fick: dö eller bli vampyr.
Louis väljer senare att bli vampyr och börjar dricka blod från Lestat.

## Rollista i urval
- Brad Pitt – Louis de Pointe du Lac, berättaren
- Tom Cruise – Lestat de Lioncourt, Louis guide till livet som vampyr
- Kirsten Dunst – Claudia, Louis och Lestats "dotter"
- Antonio Banderas – Armand, ledaren för "Vampyrernas Teater"
- Christian Slater – Daniel Malloy, journalisten som intervjuar Louis
- Stephen Rea – Santiago, en ondskefull vampyr i Armands tjänst
- Thandie Newton - Yvette, slav på Louis plantage